# A Dash of Courage

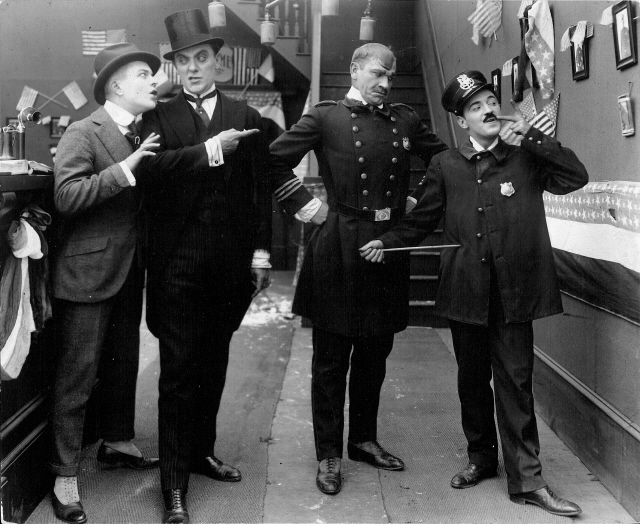
A Dash of Courage

A Dash of Courage é um filme de comédia mudo produzido nos Estados Unidos e lançado em 1916.